# Liste der Monuments historiques in Quincy-Voisins
Die Liste der Monuments historiques in Quincy-Voisins führt die Monuments historiques in der französischen Gemeinde Quincy-Voisins auf.

## Liste der Objekte
| Bezeichnung  | Beschreibung                                                                     | Standort                                    | Kennzeichnung | Schutzstatus | Datum | Bild |
| ------------ | -------------------------------------------------------------------------------- | ------------------------------------------- | ------------- | ------------ | ----- | ---- |
| Stuhl        | Stuhl aus der Zeit Ludwigs XVI., nach 1750 gefertigt.                            | In der Kirche St-Denis (Lage)               | PM77001465    | Classé       | 1979  |      |
| Glocke       | Bronze, 1737 gegossen. Diese Glocke stammt aus der zerstörten Kirche von Ségy.   | In der Kirche St-Denis (Lage)               | PM77001463    | Classé       | 1942  |      |
| Räuchergefäß | Räuchergefäß aus Kupfer, hergestellt im 17. Jahrhundert                          | In der Sakristei der Kirche St-Denis (Lage) | PM77001464    | Classé       | 1943  |      |
| Lesepult     | Schmiedeeisernes Lesepult aus dem 18. Jahrhundert.                               | In der Kirche St-Denis (Lage)               | PM77001466    | Classé       | 1975  |      |
| Zwei Hocker  | Zwei niedrige Hocker aus Holz, im ersten Viertel des 19. Jahrhunderts gefertigt. | Im Chor der Kirche St-Denis (Lage)          | PM77003048    | Inscrit      | 1978  |      |